# 伏尔加斯基 (萨马拉州)
伏尔加斯基（羅馬化：Volzhskiy）是俄罗斯萨马拉州红亚尔区第二大市级镇。地处萨马拉州中北部，位于伏尔加河及其支流索克河汇流处，在区行政中心红亚尔村西南、州府萨马拉北方。
该镇旧称大察列夫希纳（Большая Царевщина），历史超过300年；1961年设市级镇。该地2022年人口有7,909人；2010年人口6,968；2002年人口7,095；1989年人口4,644。